# Брезнишко
 Тази статия е за историко-географската област.  За общината вижте Брезник (община).  
Брезнишко е историко-географска област в Западна България, около град Брезник.
Територията ѝ съвпада приблизително с някогашната Брезнишка околия – днешната община Брезник, заедно със селата Витановци, Вискяр, Мещица, Радуй и Расник в община Перник, Габровдол в община Земен, Мала Раковица в община Божурище и Ракита и Пищане в община Сливница. Разположена е в Брезнишката котловина и по ограждащите я планини. Граничи с Годечко на север, Софийско на изток, Радомирско на юг и Трънско на запад.

## Вижте още
- Граово